# Guido Mazany
Guido Mazany (* 22. November 1959) ist ein ehemaliger deutscher Fußballspieler.

## Karriere
Mazany spielte für die Amateure von Fortuna Düsseldorf, als er in der Saison 1978/79 unter Trainer Hans-Dieter Tippenhauer zu seinem Debüt in der Bundesliga kam. Am 32. Spieltag wurde er in der 85. Spielminute beim 3:2-Sieg gegen Arminia Bielefeld für Thomas Allofs eingewechselt. 1980 wechselte Mazany in die 2. Bundesliga zu Preußen Münster, mit denen er in der Saison 1980/81 den 13. Tabellenplatz belegte. Damit stieg Preußen in die Oberliga Westfalen ab. Er blieb ein weiteres Jahr und wechselte anschließend nach Schweden zu Vasalunds IF. Nach einem Jahr kehrte er zurück nach Deutschland. Er spielte für den 1. FC Bocholt in der Oberliga Nordrhein. Mit Bocholt gewann er in der Saison 1983/84 die Meisterschaft mit sechs Punkten Vorsprung auf Viktoria Köln.